# John Gwynn

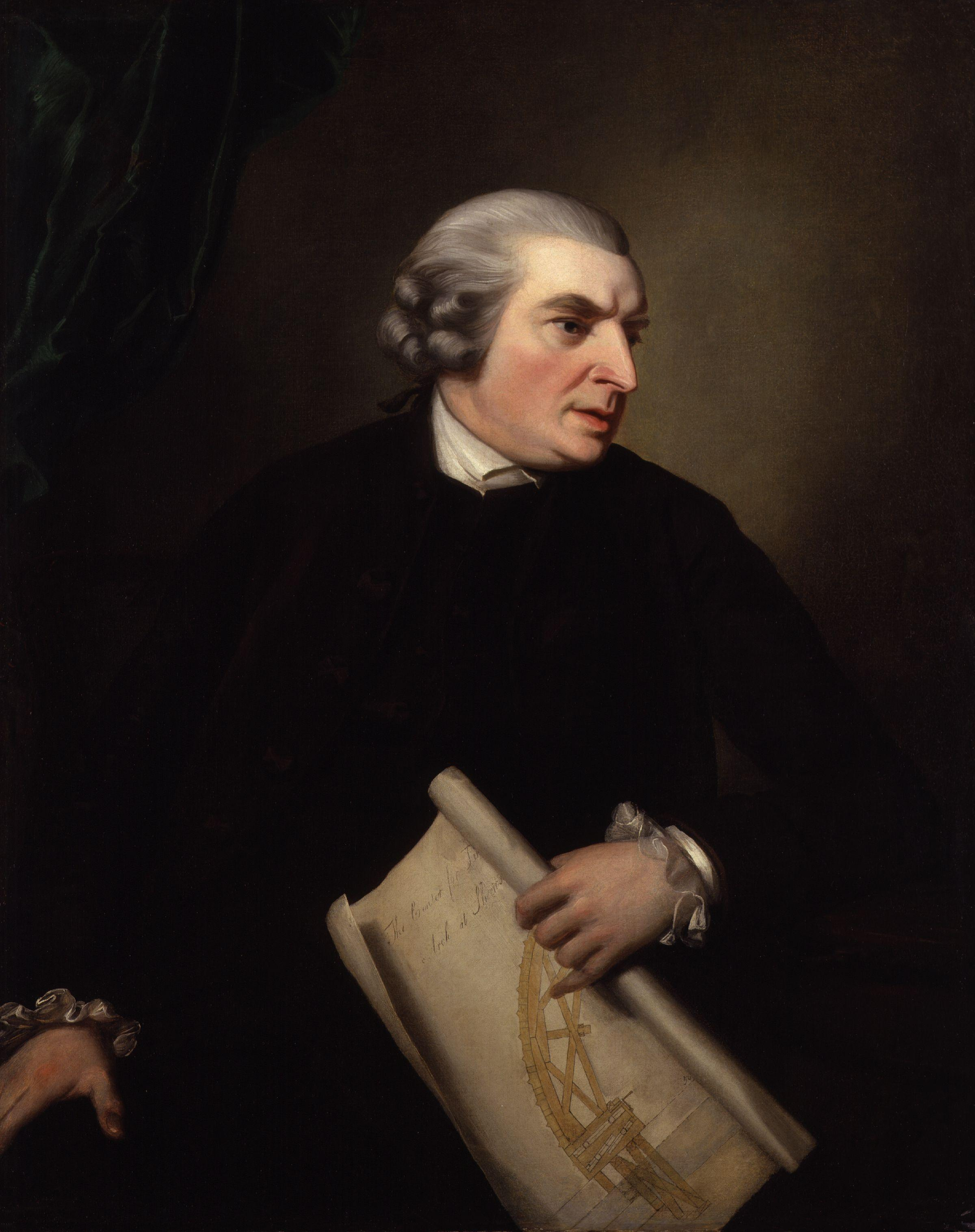
John Gwynn (Bild aus der National Portrait Gallery)

John Gwynn RA (* 1713 in Shrewsbury; † 28. Februar 1786 ebenda) war ein englischer Architekt und Bauingenieur, der im Jahr 1768 eines der Gründungsmitglieder der Royal Academy of Arts wurde. Er befürwortete eine stärkere Steuerung der Stadtplanung von London, für die er detaillierte Vorschläge machte. Seine Werke schließen die Magdalen Bridge und den überdachten Markt in Oxford ein, außerdem verschiedene Brücken über den Fluss Severn.

## Leben
Gwynn wurde in Shrewsbury, Shropshire, in England geboren. Er arbeitete anfangs als Zimmermann, entschied sich dann aber, als weitgehend autodidaktischer Architekt und Stadtplaner zu arbeiten und zog nach London, wo er ein Freund von Samuel Johnson wurde.

Im Jahr 1749, als Sir Christopher Wrens Zeichnungen verkauft wurden, erhielt Gwynn Wrens Plan für den Umbau der City of London und veröffentlichte ihn, wobei er einige eigene Kommentare hinzufügte. Siebzehn Jahre später, 1776, veröffentlichte er London and Westminster Improved, worin er die lockere Steuerung des Bauens im West End kritisierte, indem er sagte, „the finest part of town is left to ignorant and capricious persons“ („die beste Stadtlage wird ignoranten und kapriziösen Personen überlassen“), und forderte, dass die Stadtentwicklung durch einen Generalplan gesteuert werden sollte. Er machte mehr als hundert Vorschläge für Verbesserungen für die Hauptstadt. Diese beinhalteten den Neubau der London Bridge, den Bau einer „St. George’s Bridge“  an der Stelle, an der schließlich die Waterloo Bridge gebaut wurde, den „King's Square“ an der Stelle der Royal Mews (an der späteren Stelle des Trafalgar Square), einen königlichen Palast im Hyde Park, eine Straße, die etwa der Trasse der späteren Regent Street von John Nash entsprach, und Kais entlang beider Seiten der Themse. Die Quarterly Review notierte 1826, dass 
„kein Teil seiner genialen Entwürfe angewandt wurde: die Veröffentlichung scheint zu der Zeit kein öffentliches Interesse erzeugt zu haben, und an Mr. Gwynn hat man seitdem so wenig gedacht, dass seine Entwürfe später wieder als originale Pläne hervorgebracht wurden.“
 Dennoch wurden Vorschläge ähnlich den seinen schlussendlich verwirklicht. Im 20. Jahrhundert schrieb John Summerson, dass „das Bewundernswerte an diesem Plan seine vollständige Realitätsnähe war“, sein einziger Fehler war der Glaube, dass das Wachstum Londons im Westen am Hyde Park und im Norden an der Marylebone Road aufgehalten werden könnte.
Gwynn war eine Schlüsselfigur bei der Vorstellung des Building Act von 1774, der die Standards bei Material und Ausführung verbesserte – Bedford Square war eine der ersten Gegenden von London, die davon profitierten.
1759 gab er erfolglos einen Entwurf im Wettbewerb für die neue Blackfriars Bridge ab. Samuel Johnson warb für ihn, indem er drei Briefe zu seiner Unterstützung an den Daily Gazeteer schickte, aber die Pläne von Robert Mylne wurden bevorzugt. Er war besonders beteiligt an Projekten in Oxford, einschließlich der Magdalen Bridge (1772–90), dem Workhouse der Stadt (1772–73) und dem Covered Market (1774), und mit Brücken über den Severn einschließlich der „English Bridge“, in seiner Geburtsstadt Shrewsbury (1769), und anderen in Atcham (1769–71) und Worcester (1781).
Er war 1768 eines der Gründungsmitglieder der Royal Academy. Samuel Wale, der erste Professor für Perspektive an der Akademie, war zuerst sein Assistent.
Eine anonyme Publikation von 1742 mit dem Titel The Art of Architecture: A Poem In Imitation of Horace's Art of Poetry wird im Allgemeinen Gwynn zugeschrieben.
Gwynn starb 1786 in Shrewsbury.